# Богданов, Владимир Вячеславович
Владимир Вячеславович Богданов (5 ноября 1920, Шуя, Иваново-Вознесенская губерния — 24 апреля 1994, Москва) — советский и российский архитектор-градостроитель. Руководитель управления «Моспроект-2». Заслуженный архитектор РСФСР (1980), лауреат Премии Совета Министров СССР (1980).

## Биография
Владимир Богданов родился 5 ноября 1920 года в городе Шуя Ивановской области. С детства увлекался рисованием, посещал художественную студию, читал книги по живописи и архитектуре. В 1939 году поступил в Московский архитектурный институт (МАРХИ). Группой, в которой он учился, руководили академик И. В. Жолтовский и архитектор Е. Л. Иохелес.
В 1941 году учёба в МАРХИ была прервана войной. Владимир Богданов ушёл добровольцем на фронт в составе студенческого отряда. Как старший лейтенант Подольского пехотного училища принимал участие в Битве за Москву. В конце войны обучался в военном училище в Ленинграде, а в свободное время посещал занятия по рисунку и живописи на графическом факультете института имени Репина Академии художеств. В 1946 году поступил на архитектурное отделение института, которое окончил в 1952 году со званием архитектора-художника. Среди его преподавателей были А. С. Никольский, Е. А. Левинсон, И. И. Фомин, Л. В. Руднев.
Почти сразу после окончания института Владимир Богданов начал самостоятельную работу в качестве архитектора. С 1952 года принимал участие в проектировании Дворца культуры и науки в Варшаве. Около трёх лет являлся руководителем работ по авторскому надзору за строительством Дворца культуры и науки. Затем осуществлял авторский надзор за строительством посольства СССР в ПНР.
В 1950-х годах осуществил в натуре павильон при теннисном городке в Лужниках, участвовал в проектировании спортивного комплекса стадиона «Лужники». В 1957 году по разработанному В. В. Богдановым проекту были сооружены колёса обозрения в ЦПКиО им. Горького и в Измайловском парке. В 1962 году по его проекту было построено здание посольства СССР в Турции (совместно с И. Е. Рожиным), а в начале 1970-х — комплекс посольства СССР в Пакистане, состоящий из административного здания, жилых домов и хозяйственных помещений.
Совместно с И. Е. Рожиным он участвовал в проектировании Зеленограда. Совместно с Б. С. Виленским спроектировал посольство СССР в ФРГ и выполнил конкурсный проект музея В. И. Ленина в Москве.
В. В. Богданов был автором ряда выставочных павильонов в Москве. Организовывал выставку строительных и дорожных машин в Лужниках (лето 1964), разрабатывал проект выставки «Инторгмаш-71». В 1960-х годах по его проекту были построены два летних кинотеатра в Кунцеве и на Юго-Западе Москвы.
Коллектив архитекторов под руководством В. В. Богданова разработал проекты КПП, которые были построены на западной границе страны (в городах Ужгороде, Шагине и Чопе). Эти проекты были отмечены республиканскими и всесоюзными дипломами.
В. В. Богданов совместно со скульптором А. М. Портянко создал ряд монументальных произведений, среди которых памятник В. И. Ленину в Пятигорске, памятник Л. Н. Толстому в Москве, бюсты авиаконструктора Н. И. Камова, академика П. Л. Капицы, скульптурная композиция «Монумент шахтёрской славы» в Кемерове. Совместно с художником В. Б. Элькониным разработал интерьеры посольств СССР в Турции, Пакистане и Польше.
В 1970 году был главным архитектором проектов мастерской № 6 Моспроекта-2 (руководитель Б. С. Виленский). С 1970 по 1973 год работал в ЦНИИЭП торговых зданий. В 1973 году Владимир Богданов стал руководителем архитектурных мастерских № 4 и № 14 «Моспроекта-1», занимавшихся застройкой Киевского и Кунцевского районов Москвы, а с 1978 — главный архитектор Северо-Западной зоны Москвы. Он был автором проектов застройки площади Киевского вокзала, Можайского шоссе и Кутузовского проспекта, центра Западной планировочной зоны. В частности, он проектировал застройку кварталов № 93—104 Можайского шоссе, а также П-образный в плане 16-этажный многосекционный жилой дом с общественным обслуживанием на пересечении Можайского и Рублёвского шоссе. Автор планировки и застройки Филёвской поймы и Рабочего посёлка.
Спроектировал ряд объектов Олимпиады-80 — торговый центр Олимпийской деревни и здание почтамта на проспекте Вернадского. Под его руководством было выполнено оформление ритуального зала Центральной клинической больницы и построены новые корпуса. Проектировал комплекс посольства СССР на Сейшельских островах и рынок в Киевском районе Москвы.
Принимал участие в архитектурных конкурсах. В числе его конкурсных работ проект Пантеона в Москве (1954, совместно с Я. А. Камкиным, М. Д. Насекиным, К. П. Пчельниковым и В. П. Тюриным, премия), проект Дворца Советов на Юго-Западе Москвы (1958, совместно с А. Ф. Хряковым), проект павильона СССР на выставке в Брюсселе (1959, совместно с А. Ф. Хряковым, З. О. Брод и К. П. Пчельниковым), проект здания президиума Академии наук СССР в Москве (1968, совместно с архитектором Л. Л. Капицей и инженером А. А. Левенштейном, премия), проект планировки и застройки Крылатского (1975, совместно с К. Кравчуком, 3-я премия), проект памятника Победы на Поклонной горе (1979, совместно с М. В. Посохиным и другими архитекторами), проект комплекса посольства СССР в Мадриде (1980, совместно с В. А. Климовым и Ю. Р. Рыбаевым, 2-я премия).
С мая 1979 года — руководитель управления «Моспроект-2». Находился на этом посту до 1986 года.
Член КПСС с 1944 года. Избирался членом парткома ГлавАПУ. Дважды избирался депутатом Кунцевского райосвета. Член Союза архитекторов СССР с 1953 года. Секретарь правления Союза архитекторов РСФСР, член правления Московской организации Союза архитекторов. Вёл дипломное проектирование в МАРХИ.
Занимался живописью и графикой. В 1980 году в Москве состоялась выставка работ Владимира Богданова, приуроченная к его 60-летию.
Умер 24 апреля 1994 года. Похоронен на Ваганьковском кладбище.

## Награды и звания
- Заслуженный архитектор РСФСР (1980)[1]
- Премия Совета Министров СССР (1980)[1]
- Орден Красной Звезды (1945)[9]
- Орден Отечественной войны II степени (1985)[9]
- Медаль «За оборону Москвы» (1944)[9]
- Медаль «За победу над Германией в Великой Отечественной войне 1941—1945 гг.» (1945)[9]
- Золотая медаль ВДНХ[3]